# Eubha Akilade
Eubha Akilade, née le 27 juin 1998 à Glasgow, est une actrice et danseuse britannique.

## Biographie
Akilade est née le 27 juin 1998 à Glasgow, en Écosse. Elle est d'origine écossaise et nigériane. Elle a commencé à fréquenter la Dance School of Scotland à Knightswood.

## Filmographie

### Télévision
- 2015–2017 : Eve : Lily Watson
- 2017 : Clique :
- 2018–2020 : Léna, rêve d'étoile (Find Me in Paris) : Ines Le Breton
- 2020 : Doctors : Sophie Broomfield
- 2020 : Casualty : Asma Khan
- Depuis 2022 : Shetland : PC Lorna Burns
- 2023 : Six Four : Olivia O'Neill
- 2023 : The Diplomat : Amy Callaghan